# Wuling Shan (berg i Kina, Hebei, lat 40,60, long 117,51)
Wuling Shan (kinesiska: 雾灵山) är ett berg i Kina. Det ligger i provinsen Hebei, i den norra delen av landet, omkring 120 kilometer nordost om huvudstaden Peking. Toppen på Wuling Shan är 1 635 meter över havet.
Runt Wuling Shan är det ganska tätbefolkat, med 93 invånare per kvadratkilometer. Närmaste större samhälle är Yingshouyingzi, 13,7 km öster om Wuling Shan. I omgivningarna runt Wuling Shan växer i huvudsak blandskog.
Genomsnittlig årsnederbörd är 834 millimeter. Den regnigaste månaden är juli, med i genomsnitt 234 mm nederbörd, och den torraste är januari, med 2 mm nederbörd.